# Retek
| Energia 16 kcal 66 kJ |        |
| Szénhidrátok | 3.4 g  |
| - Cukrok 1.86 g |        |
| - Étkezési rostok 1.6 g |        |
| Zsír | 0.1 g  |
| Fehérje | 0.68 g |
| Tiamin (B1-vitamin) 0.012 mg | 1%     |
| Riboflavin (B2-vitamin) 0.039 mg | 3%     |
| Niacin (B3-vitamin) 0.254 mg | 2%     |
| Pantoténsav (B5-vitamin) 0.165 mg | 3%     |
| B6-vitamin 0.071 mg | 5%     |
| Folsav (B9-vitamin) 25 μg | 6%     |
| C-vitamin 14.8 mg | 18%    |
| Kalcium 25 mg | 3%     |
| Vas 0.34 mg | 3%     |
| Magnézium 10 mg | 3%     |
| Mangán 0.069 mg | 3%     |
| Foszfor 20 mg | 3%     |
| Kálium 233 mg | 5%     |
| Cink 0.28 mg | 3%     |
| Fluorid | 6 µg   |
| Link to USDA Database entry A százalékos értékek az amerikai felnőttek számára javasolt napi mennyiségre (RDA) vonatkoznak. Forrás: USDA tápanyag adatbázis |        |

A retek (Raphanus sativus), népies nevén kerti retek vagy réparetek a káposztafélék (Brassicaceae) családjába tartozó élelmiszernövény-faj.
A retket már az ókorban is ismerték és termesztették, több fajtája kedvelt. Magas C-vitamin tartalma miatt a téli, vitaminban szegény időszakban nagyon hasznos lehet. Nyersen vagy sózva használjuk, vajas- vagy zsíros kenyérre, saláták alkotórészeként, de az ételek díszítésére is.
Csípős íze és illata a hagymáéval rokon illóolajtól származik, régebben gyógyszerként is használták.

## Termesztése
A fagyok elmúltával (akár február végétől) vessük 20 cm-es sor és 5–6 cm-es tőtávolságra; a vetés mélysége 1-1,5 cm-nél ne legyen mélyebb, mert a gumók torzak, alaktalanok lesznek. A nagyobb gumójúakat vethetjük 2–3 cm mélyre is. Hidegtűrő növény. Optimális hőigénye 13±7 °C. Már 3 °C-on csírázni kezd és képes eltűrni a -6 °C-ot is növekedésben. Alacsony hőmérsékleten nevelve fejleszt szép gumót. Magasabb hőmérsékleten lombot fejleszt, és túltrágyázással pudvásodni kezd. Vízellátása folyamatos legyen. Hirtelen nagy mennyiségű öntözés esetén a gumók szétrepednek.
A legkorábban termő fajta a hónapos retek, amelyet a nyári nagyobb gumójú, majd az őszi-téli, nagy gumójú és tárolásra is alkalmas fajták követnek.
Vetés után 30-70 nappal már szedhetők.
Kártevői a földibolhák és a káposztalégy.

## Fajták

### Hónaposretek-fajták
A termesztéséről lásd → Hónapos retek
- French Breakfast (Francia reggeli): 5–8 cm-es, felül piros, alul fehér héjú, hosszú hengeres gumójú, kis lombú, 35-40 napos hajtatási idejű fajta.
- Jégcsap: hajtatható, de leginkább szabadföldi hosszabb tenyészidejű, 15–20 cm-es hengeres, hegyes végű, fehér húsú és héjú, nagy lombú fajta.
- Korai legjobb (Cherry Belle): pudvásodásra nem hajlamos, középnagy gumójú, skarlátvörös héjú korai szabadföldi fajta.
- Korai piros: hasonló a Korai legjobbhoz, de kisebb lombozatú fajta.
- Korund
- Novired
- Óriás vaj (Riesenbutter): liláspiros, nagy gömbölyű gumójú fajta.
- Patricia
- Róza: Leginkább hajtatni való fajta; tenyészideje hajtatásban 35 nap. Nagy lombozatú, piros héjú, lapított gömbgumójú fajta.
- Sora
- Szentesi óriás vaj: dús lombú, nagy gömbölyű gumójú, piros héjú fajta.
- Tavasz gyöngye
- Tavaszi piros

### Nyári retekfajták
- Mikepércsi vaj: nem pudvásodó, 60-65 napos tenyészidejű, nagy gumójú, lapított kerek fehér héjú, erős és nagy lombozatú fajta.
- Húsvéti rózsa: Erős lombú, 60-70 napos tenyészidejű, hosszúkás, hengeres, hegyesedő, nem pudvásodó 20–25 cm hosszú gumójú, élénkpiros héjú fajta.
- Jánosnapi: Nagy lombú 60-70 napos tenyészidejű, nem pudvásodó 15–20 cm-es hosszú gumójú, sárgásbarna héjszínű, fehér húsú fajta.

### Őszi retekfajták
- Minowase (Summer Cross): japán eredetű, nyári-őszi, 50-60 napos tenyészidejű, mélyrétegű (laza talajban akár 28–35 cm-re is megnövő), hengeres, fehér húsú és héjú, ropogós, ízletes, több hétig eltartható fajta.
- Müncheni sör: július végi vetésű, hosszabb, 90-100 napos termesztési idejű, széles hengeres fehér gumójú, nem pudvásodó, hosszú ideig eltartható fajta. Zsenge maghüvelyét előszeretettel fogyasztják a müncheni sörfesztiválon, amiről nevét kapta.[1]

### Téli retekfajták
- Erfurti kerek fekete: legkorábban július végén vethető 100-120 napos tenyészidejű, gömb alakú, nagy gumójú, a legtovább eltartható fajta. Korai vetésben üreges gumót fejleszt.

## Gyógyhatása
Mérsékelten fogyasztva az emésztést elősegítő, vesetisztító, étvágygerjesztő hatású. Mustárolaj-glikozidjai antibakteriális és gombaölő hatásúak, így kiválóan alkalmas a megfázás és cseppfertőzések megelőzésére.

## Képek

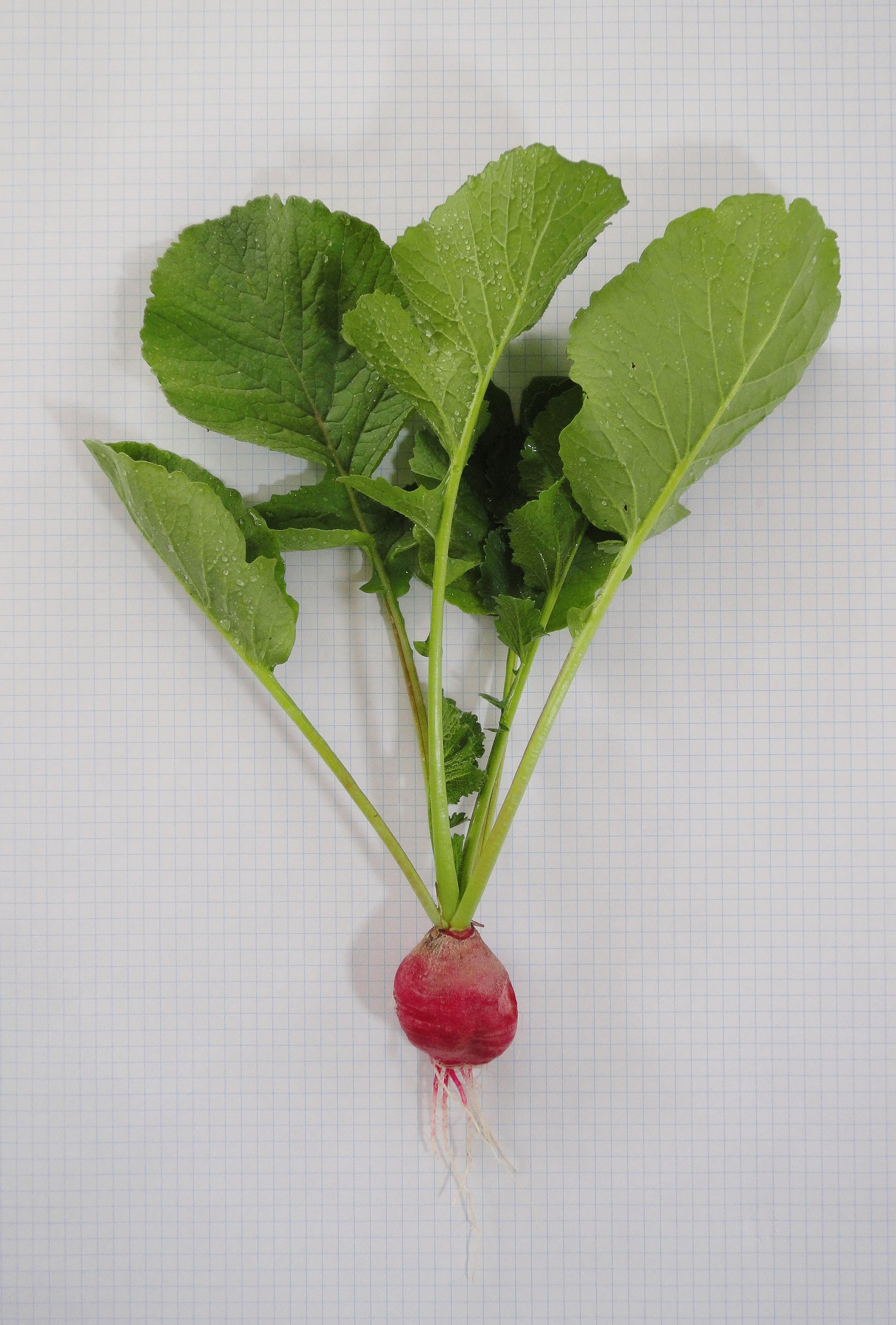
Hónapos retek
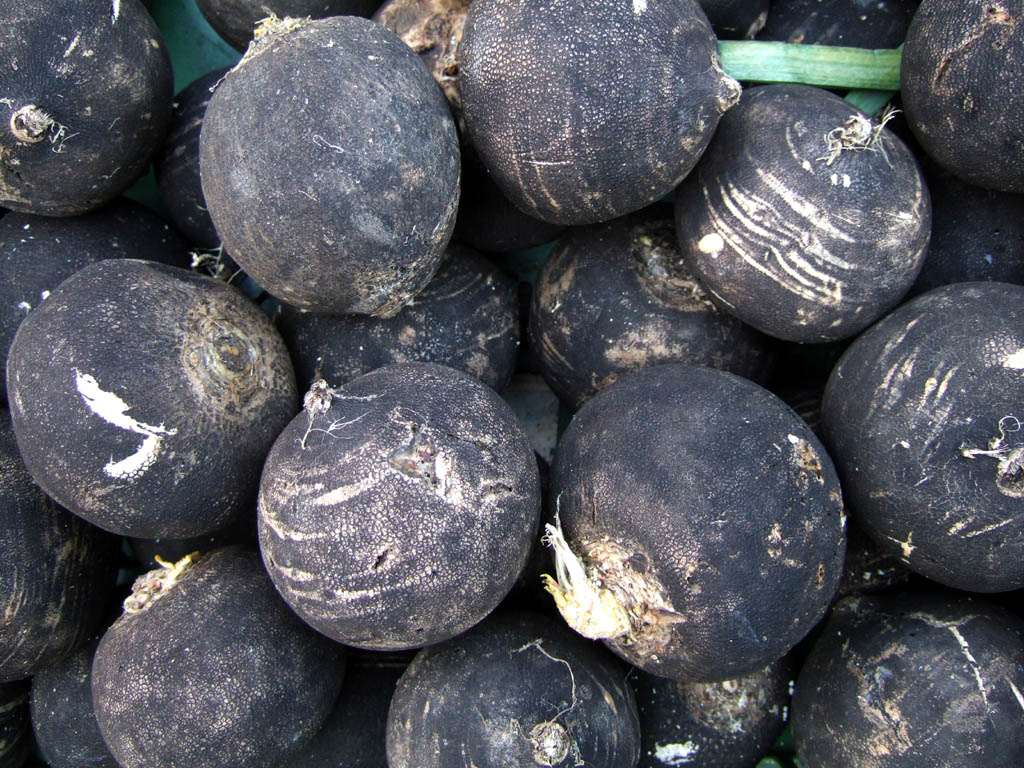
Fekete retek gumók
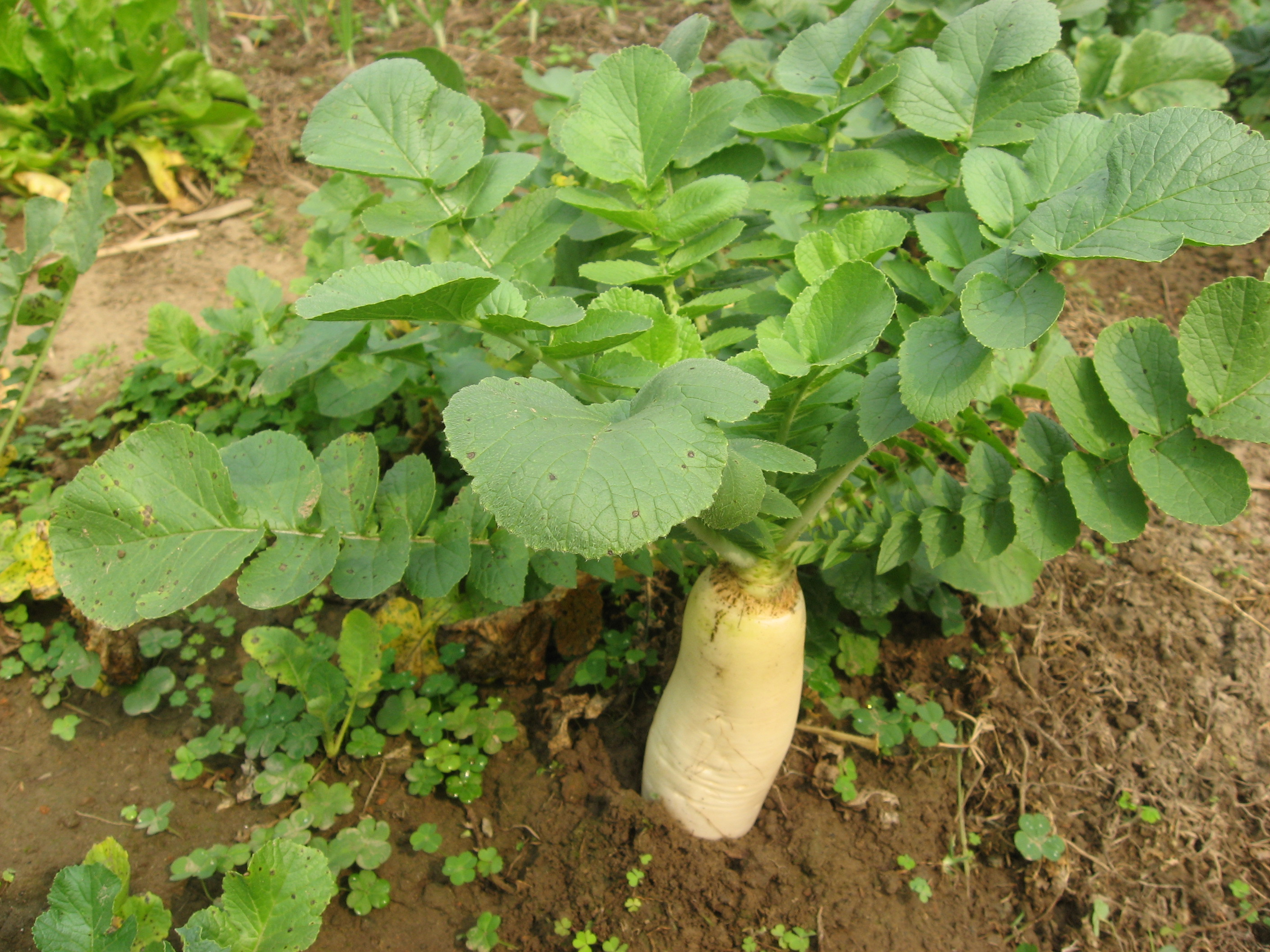
Jégcsapretek földben
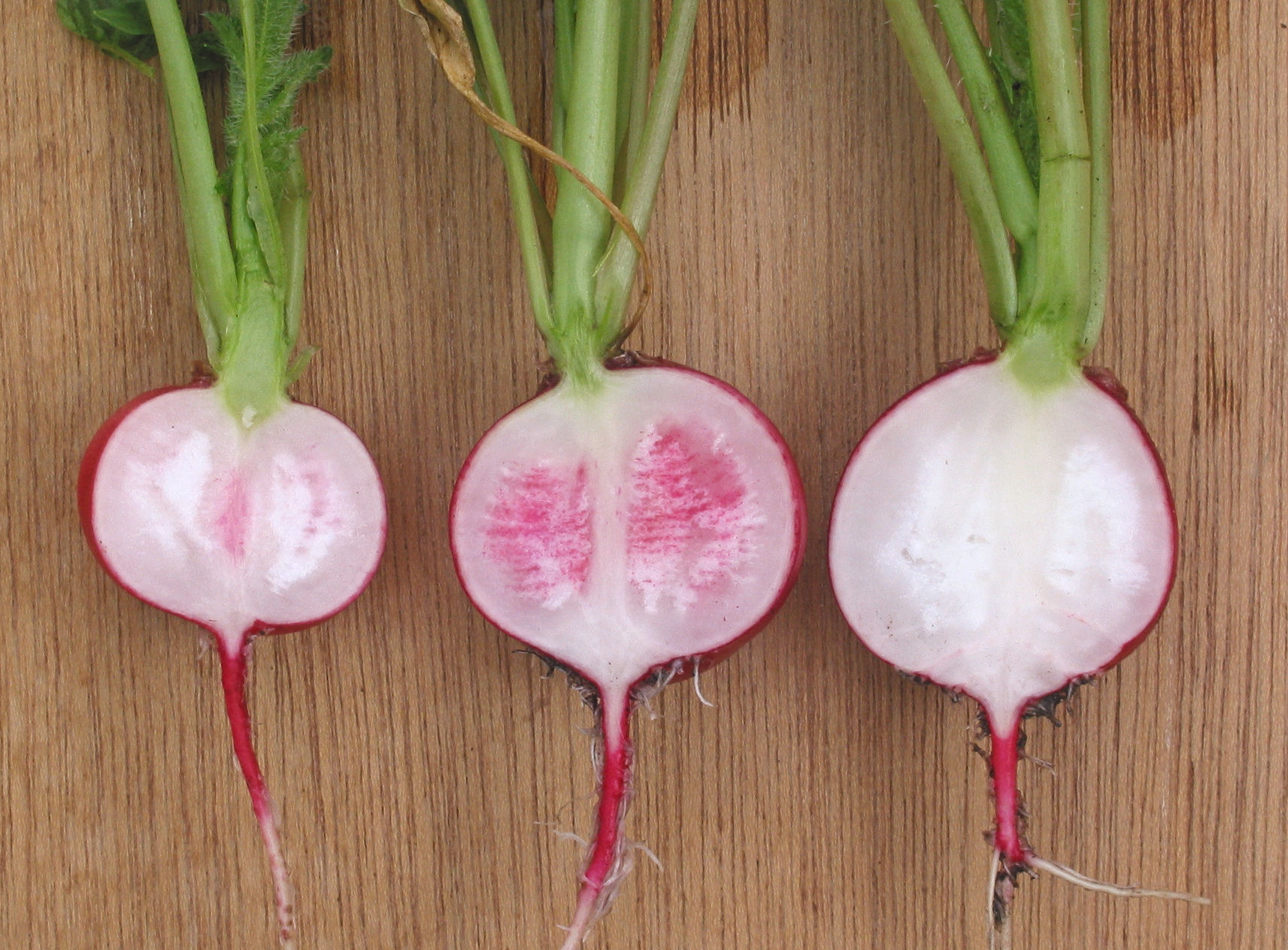
Félbevágott hónapos retkek
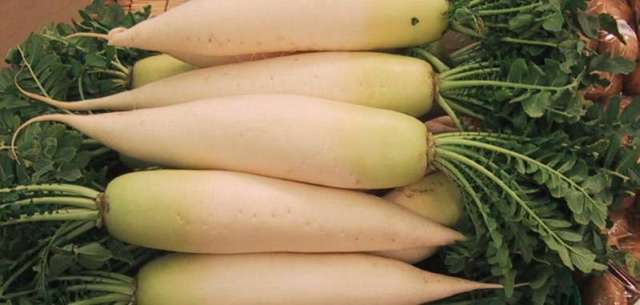
Daikon jégcsapretek (japán fehér óriás)